# 周晉
周晉（?—?），字明叔，號嘯齋。祖先是濟南人。自祖秘起，寓居吳興。以紹定四年晉，任富陽令。嘉熙末淳祐初，為福建轉運使幹官。累監衢州、通判柯山。寶祐三年，知汀州。生歿年不詳。
晉富藏書，工詞。詞作多散佚。《絕妙好詞》卷三載其詞三首：《點絳唇》，《清平樂》和《柳梢青》。

## 據
1. ↑  《文淵閣四庫全書·御選歷代詩餘其六》